# U (Micronesië)

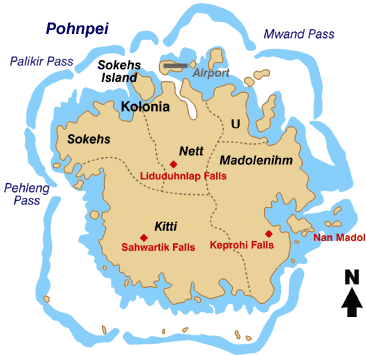
Landkaart van Pohnpei met de verschillende gemeenten. U ligt in het noordoosten.

U is een van de gemeenten op het hoofdeiland van de staat Pohnpei in Micronesia.
De gemeente beslaat de noordoostelijke sector van het eiland. Bij de census van 2008 had U 2.289 inwoners.
De hoofdplaats van U is Alohkapw. De grens tussen U en buurgemeente Madolenihmw wordt gevormd door een kanaal genaamd Kepidewen Alohkapw.
U is een van de kortste plaatsnamen van de wereld. Samen met Y in de Verenigde Staten, Y in Frankrijk, U in Panama, Å in Noorwegen en Å in Zweden.
Kapingamarangi · Kitti · Kolonia · Madolenihmw · Mokil · Nett · Ngatik · Nukuoro · Oroluk · Pingelap · Sokehs · U · Sapwalap